# Ortung Schwabach
Koordinaten: 49° 19′ 44,9″ N, 11° 1′ 14,4″ O
Die Ortung Schwabach ist eine seit 1999 zweijährlich stattfindende Kunstausstellung in der Schwabacher Altstadt. Zentrales Thema ist das Motiv „Gold“, was durch die Tradition Schwabachs als Goldschlägerstadt begründet ist. An der Ausstellung beteiligen sich Künstler aus ganz Deutschland. Dem Sieger des Kunstparcours wird ein mit 5.000 Euro dotierter Preis verliehen. Ferner wählen seit der Ortung IV (2005) die Besucher einen Publikumspreis der im Rahmen der Finissage mit einem in Höhe von 2.500 Euro dotierten Preis überreicht wird.